# سیارک ۱۱۴۳۰
سیارک ۱۱۴۳۰ (به انگلیسی: 11430 Lodewijkberg، نامگذاری:9560P-L) یازده هزار و چهارصد و سیمین سیارک کشف شده‌است که در ۱۷ اکتبر ۱۹۶۰ کشف شد.